# 139-я стрелковая дивизия (2-го формирования)
139-я стрелковая дивизия — воинское соединение Вооружённых Сил СССР во Второй мировой войне

## История
Сформирована 26 сентября 1941 года путём преобразования 9-й Московской стрелковой дивизии народного ополчения (Кировского района).
На момент переименования дивизия находилась в районе деревни Ушаково Ельнинского района. На 26 сентября численность дивизии составляла 11 540 человек, в том числе 821 человек среднего и старшего комсостава, 1328 младших командиров.
Вновь образованное соединение вошло в состав 24-й армии Резервного фронта. К 30 сентября дивизия заняла оборону по переднему краю в районе деревни Леоново юго-западнее Ельни, сменив там 303-ю стрелковую дивизию. С 2 октября 1941 года дивизия участвовала в Вяземской оборонительной операции (оборонительная фаза Битвы за Москву). В ходе этих боёв дивизия попала в окружение и была уничтожена. Группы бойцов дивизии, объединившись, смогли выбраться из окружения. Майор Нехаев В. М. 18 октября 1941 вывел 522 человека из окружения к формированиям 5-й армии. Политрук Фидельман М. Э. 19 октября 1941 вывел группу из 260 человек в расположение 5-й армии.
Официально расформирована 27 декабря 1941 года.

## Подчинение
- Резервный фронт, 24-й армия — с 26 сентября по октябрь 1941 года.

## Состав
- 1300-й стрелковый полк
- 1302-й стрелковый полк
- 1304-й стрелковый полк
- 976-й артиллерийский полк
- 700-й отдельный зенитно-артиллерийский дивизион
- 475-я разведывательная рота
- 459-й сапёрный батальон
- 864-й отдельный батальон связи
- 498-й медико-санитарный батальон
- 342-я отдельная рота химической защиты
- 310-я автотранспортная рота
- 931-я полевая почтовая станция

## Командиры
- Бобров Борис Дмитриевич, генерал-майор — с 26 сентября по 6 октября 1941 (погиб, пр разным данным, 6 или 7 октября 1941)[4].